# Jerzy Ważny
Jerzy Ważny (ur. 18 grudnia 1927 w Borysławiu, zm. 23 sierpnia 2010 w Warszawie) – członek rzeczywisty Polskiej Akademii Nauk, naukowiec, twórca polskiej szkoły ochrony i konserwacji drewna, nauczyciel akademicki, inżynier, profesor Szkoły Głównej Gospodarstwa Wiejskiego w Warszawie.
Jerzy Ważny rozpoczął naukę na Wydziale Leśnym Szkoły Głównej Gospodarstwa Wiejskiego w Warszawie tuż po zakończeniu II wojny światowej. Podjął specjalizację
w zakresie patologii i konserwacji drewna pod kierunkiem prof. dra hab. Józefa Kochmana. Będąc jeszcze studentem, w 1949, rozpoczął pracę w Instytucie Techniki Budowlanej
w Warszawie, gdzie był odpowiedzialny za utworzenie pierwszego w Polsce Zakładu Mykologii Budowlanej.
Od 1956 pracował w Szkole Głównej Gospodarstwa Wiejskiego, początkowo w Katedrze Fitopatologii wchodzącej w skład Wydziału Ogrodniczego, a następnie w Zakładzie Fitopatologii Leśnej i Konserwacji Drewna na Wydziale Leśnym SGGW, którego był twórcą i pierwszym kierownikiem. Sukcesywnie zdobywał stopnie i tytuły naukowe: doktor nauk technicznych (1975), doktor habilitowany i docent (1969), profesor nadzwyczajny (1969), profesor zwyczajny (1976).
W latach 1979–1981 profesor Jerzy Ważny pełnił funkcję Dziekana Wydziału Technologii Drewna SGGW. Był także wieloletnim członkiem Senatu SGGW oraz licznych komisji senackich i rektorskich, w tym Senackiej Komisji ds. Nauki. W 1983 rozpoczął współpracę z Instytutem Technologii Drewna w Poznaniu.
Profesor był członkiem wielu instytucji rządowych i organizacji społecznych, m.in. pełnił funkcje: przewodniczącego Komitetu Technologii PAN, przewodniczącego Międzyresortowej Komisji Ochrony Drewna i Budowli, doradcy ds. ochrony budowli w Ministerstwie Budownictwa i Materiałów Budowlanych (1960-63). Od 1998 był przewodniczącym Rady Redakcyjnej Folia Forestalia Polonica Ser B, a od 2000 honorowym członkiem Polskiego Stowarzyszenia Mykologów Budownictwa. W 2004 został członkiem rzeczywistym Polskiej Akademii Nauk.
Jerzy Ważny należał do wielu międzynarodowych organizacji, m.in. od 1970 członek założyciel International Research Group on Wood Preservation (obecnie IRG on Wood Protection), od 1976 członek International Academy of Wood Science.
Jego dorobek naukowy obejmuje ponad 450 prac naukowych (z czego ponad 120 ukazało się na łamach czołowych czasopism zagranicznych), 17 norm państwowych i branżowych dla badań jakości środków ochrony drewna, 8 patentów dotyczących nowoczesnych środków ochrony drewna (w tym proekologicznych).
Z inicjatywy Jerzego Ważnego co dwa lata organizowane było Sympozjum Ochrony Drewna (1963-2010) w Leśnym Zakładzie Doświadczalnym SGGW w Rogowie.

## Nagrody, wyróżnienia i odznaczenia

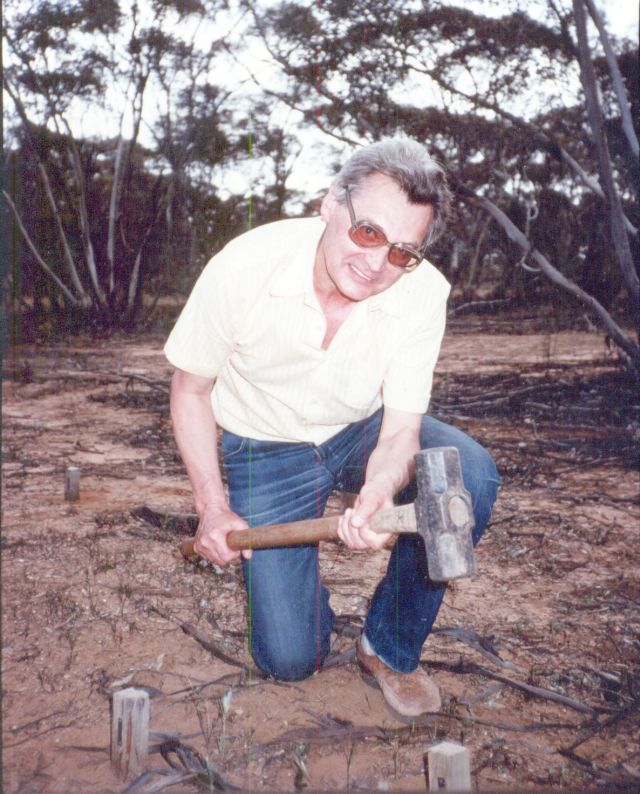
Prof. dr hab. inż. Jerzy Ważny (Australia, 1983)

- nagroda naukowa IRG on Wood Preservation im. Rona Cockcrofta (1990)
- nagroda Polskiego Związku Inżynierów i Techników Budownictwa im. Władysława Danileckiego za wybitne osiągnięcia w dziedzinie trwałości i ochrony obiektów budowlanych przed korozją (2004)
- Medal Akademii Sztuk Pięknych w Warszawie im. Bohdana Marconiego za wybitną działalność w  ochronie zabytków  (1997)
- Medal PAN im. Michała Oczapowskiego za wybitny wkład w rozwój nauk leśnych (2006)
- Nagroda Prezesa Rady Ministrów RP za całokształt działalności naukowej.